# Марина Нићифоровић
Марина Нићифоровић (Нови Пазар, 1979) српска је вајарка.

## Биографија
Рођена је 1979. године у Новом Пазару, где је завршила Основну школу и Гимназију. Факултет примењених уметности у Београду уписала је 2003. године, где је 2008. године дипломирала на вајарском одсеку у класи проф. Зорице Јанковић. Током студија, 2006. године, учествовала је на конкурсу за израду идејног решења са ликом Љубинке Бобић где је освојила I награду. Наредне године факултет је шаље као талентованог студента на стручно усавршавање у Грчку на Aristotle University of Thessaloniki. Последње године студија учествовала је на међународном јавном конкурсу за урбанистичко-архитектонско решење спомен комплекса у Бањалуци и осваја Награду за висококвалитетно скулпторско решење.
У међувремену осваја још награда:
- I награда за скулптуру, Јесењи ликовни салон, Нови Пазар, РС (2009),
- I награда за графику, међународна изложба „Жене сликари”, Мајданпек, РС (2016),
- II награда у категорији најбољег графичара на Еx-Yu конкурсу за графику, Београд, РС (2016).

Докторирала је на Факултету примењене уметности, Универзитета уметности у Београду. ( 2017/18—2022)
По завршетку студија радила је као кустос и рестауратор у Музеју „Рас” Нови Пазар. Излагала је на бројним групним изложбама у земљи и иностранству. Самосталну изложбу скулптура, графика и матрица графичких листова „Крилатија на своме почетку” приредила је у Галерији УЛУС у Београду (2016). Докторски уметнички пројекат Форме обликовног система као уточишта драгоценог сећања реализовала је у Музеју града Београда 2021. године.
Налази се у „Атласу ликовних уметника примењених уметности и дизајнера Србије — 21. век“ као један од данас активних српских најзначајнијих уметника примењених уметности.
Члан је УЛУПУДС-а од 2009. године. Живи и ради у Београду.